# Барлово
Барлово је насеље у општини Куршумлија, у Топличком округу, у Србији. Према попису из 2022. било је 178 становника (према попису из 1991. било је 129 становника).

## Демографија
У насељу Барлово живи 118 пунолетних становника, а просечна старост становништва износи 35,7 година (33,6 код мушкараца и 37,9 код жена). У насељу има 58 домаћинстава, а просечан број чланова по домаћинству је 2,86.
Становништво у овом насељу веома је нехомогено. Барлово је једно од два села у Србији у коме Роми чине етничку већину, друго село је Наномир у општини Мионица.
|  |

| Демографија | Демографија | Демографија |
| Година      | Становника  | Становника  |
| ----------- | ----------- | ----------- |
| 1948.       | 265         |             |
| 1953.       | 268         |             |
| 1961.       | 235         |             |
| 1971.       | 175         |             |
| 1981.       | 163         |             |
| 1991.       | 129         | 129         |
| 2002.       | 166         | 166         |
| 2011.       | 151         |             |

| Етнички састав према попису из 2002.‍ | Етнички састав према попису из 2002.‍ | Етнички састав према попису из 2002.‍ | Етнички састав према попису из 2002.‍ | Етнички састав према попису из 2002.‍ |
| ------------------------------------ | ------------------------------------ | ------------------------------------ | ------------------------------------ | ------------------------------------ |
|                                      |                                      |                                      |                                      |                                      |
| Роми                                 | Роми                                 |                                      | 85                                   | 51,20%                               |
| Срби                                 | Срби                                 |                                      | 81                                   | 48,79%                               |

| Година пописа     | 1948. | 1953. | 1961. | 1971. | 1981. | 1991. | 2002. |
| ----------------- | ----- | ----- | ----- | ----- | ----- | ----- | ----- |
| Број домаћинстава | 56    | 53    | 56    | 50    | 59    | 44    | 58    |

| Број чланова      | 1  | 2  | 3 | 4 | 5 | 6 | 7 | 8 | 9 | 10 и више | Просек |
| ----------------- | -- | -- | - | - | - | - | - | - | - | --------- | ------ |
| Број домаћинстава | 17 | 15 | 6 | 9 | 7 | 1 | 0 | 3 | 0 | 0         | 2,86   |

| Пол    | Укупно | Неожењен/Неудата | Ожењен/Удата | Удовац/Удовица | Разведен/Разведена | Непознато |
| ------ | ------ | ---------------- | ------------ | -------------- | ------------------ | --------- |
| Мушки  | 60     | 14               | 34           | 1              | 11                 | 0         |
| Женски | 60     | 12               | 32           | 9              | 7                  | 0         |
| УКУПНО | 120    | 26               | 66           | 10             | 18                 | 0         |

| Пол    | Укупно                    | Пољопривреда, лов и шумарство | Рибарство                            | Вађење руде и камена | Прерађивачка индустрија       |
| ------ | ------------------------- | ----------------------------- | ------------------------------------ | -------------------- | ----------------------------- |
| Мушки  | 19                        | 4                             | 0                                    | 0                    | 7                             |
| Женски | 7                         | 3                             | 0                                    | 0                    | 3                             |
| УКУПНО | 26                        | 7                             | 0                                    | 0                    | 10                            |
| Пол    | Производња и снабдевање   | Грађевинарство                | Трговина                             | Хотели и ресторани   | Саобраћај, складиштење и везе |
| Мушки  | 0                         | 1                             | 2                                    | 0                    | 1                             |
| Женски | 0                         | 0                             | 0                                    | 0                    | 0                             |
| УКУПНО | 0                         | 1                             | 2                                    | 0                    | 1                             |
| Пол    | Финансијско посредовање   | Некретнине                    | Државна управа и одбрана             | Образовање           | Здравствени и социјални рад   |
| Мушки  | 0                         | 0                             | 1                                    | 1                    | 0                             |
| Женски | 0                         | 0                             | 0                                    | 0                    | 0                             |
| УКУПНО | 0                         | 0                             | 1                                    | 1                    | 0                             |
| Пол    | Остале услужне активности | Приватна домаћинства          | Екстериторијалне организације и тела | Непознато            | Непознато                     |
| Мушки  | 0                         | 0                             | 0                                    | 2                    | 2                             |
| Женски | 0                         | 0                             | 0                                    | 1                    | 1                             |
| УКУПНО | 0                         | 0                             | 0                                    | 3                    | 3                             |